# Калькофен
Калькофен (нім. Kalkofen) — громада в Німеччині, розташована в землі Рейнланд-Пфальц. Входить до складу району Доннерсберг. Складова частина об'єднання громад Альзенц-Обермошель.
Площа — 1,83 км2. Населення становить 156 ос. (станом на 31 грудня 2020).